# Catalizator Lindlar
Catalizatorul Lindlar este un catalizator eterogen format din paladiu precipitat pe o suprafață de carbonat de calciu (CaCO3), tratat mai apoi cu o soluție de acetat de plumb și solutie de chinolină. În medie, catalizatorul conține 5% Pd.
Catalizatorul de paladiu otrăvit cu săruri de plumb are rolul de a produce în urma reacției doar alchene și nu și alcani. Chinolina are rolul de a forța producerea unui singur izomer geometric al alchenei, și anume izomerul -cis. 